# Марионетна държава
Марионетна държава (или марионетно правителство) е държава, която де юре е независима, но де факто се намира под пълна зависимост от външна сила. Марионетните страни имат номинален суверенитет, но чужда страна на практика упражнява пълен контрол, например заради финансови интереси или икономическа и военна подкрепа.
Марионетната държава запазва външните признаци на независимост (например знаме, химн, конституция, национален девиз и правителство), но реално е просто инструмент на друга държава, която създава, спонсорира и контролира правителството ѝ. Международното право не признава окупираните марионетни държави за легитимни.
Марионетните държави могат да преминат през:
- военно поражение от господарската си държава;
- поглъщане от страна на господарската си държава;
- постигане на независимост чрез стандартни методи на държавно строителство.

Според конвенцията от Монтевидео, държавата трябва да притежава територия, следователно в ситуация, при която зависимото от външна държава правителство не може да осъществява контрол върху територията си, става дума за марионетно правителство.